# Blue In Green (album)
Pour le standard, voir Blue in Green.
Albums de Bill Evans
Re : Person I Knew Live in Ottawa : 1974
Blue In Green : The Concert in Canada est un album du pianiste de jazz Bill Evans enregistré en 1974 et édité en 1991.

## Historique
Les titres qui composent cet album ont été enregistrés en public par le Canadian Broadcasting Corp, en aout 1974, à Camp Fortune (Hull-Ottawa, Canada). 
Cet  album, produit  par Helen Keane, fut publié pour la première fois en 1991 par le label Milestone Records (M 9185).
On trouvera d’autres titres provenant des mêmes concerts sur les disques « pirates » : The Canadian Concert Of Bill Evans (Can-Am, 1200) et Live in Ottawa : 74 (Gambit, 69271)
Le portrait de Bill Evans qui illustre la pochette a été réalisé par le crooner Tony Bennett.

## Titres de l’album
| No | Titre                                      | Auteur         | Durée |
| -- | ------------------------------------------ | -------------- | ----- |
| 1. | One for Helen                              | Bill Evans     | 6:13  |
| 2. | The Two Lonely People                      | Bill Evans     | 7:03  |
| 3. | What Are You Doing The Rest of Your Life ? | Michel Legrand | 4:38  |
| 4. | So What                                    | Miles Davis    | 6 :47 |
| 5. | Very Early                                 | Bill Evans     | 5 :32 |
| 6. | If You Could See Me Now                    | Tadd Dameron   | 3:53  |
| 7. | 34 Skidoo                                  | Bill Evans     | 7 :33 |
| 8. | Blue in Green                              | Bill Evans     | 6 :17 |
| 9. | T.T.T. (Twelve Tone Tune)                  | Bill Evans     | 5 :29 |

## Personnel
- Bill Evans : piano
- Eddie Gómez : contrebasse
- Marty Morell : batterie